# Varese Football Club 1967-1968
Questa voce raccoglie le informazioni riguardanti il Varese Football Club nelle competizioni ufficiali della stagione 1967-1968.

## Stagione
(Titolo de La Prealpina del 5 febbraio 1968 dopo la vittoria del Varese sulla Juventus)
(Titolo de La Prealpina del 15 gennaio 1968 dopo la vittoria del Varese sul Milan 2-1.)
Nella stagione 1967-1968 neopromosso in Serie A, il Varese si rinforzò con gli arrivi del libero Picchi e del centrocampista Mereghetti dall'Inter e la mezzala Tamborini dalla Roma. Dal Como arrivò il giovane portiere Carmignani, futuro titolare biancorosso. Il campionato presentò una squadra imbattibile in casa: tra le mura del Franco Ossola nessuna squadra riuscì a uscire vittoriosa, nemmeno il Milan, che vinse il campionato, e la Juventus che venne sconfitta con uno storico 5-0, con tripletta di Anastasi. In trasferta fu l'opposto, 2 vittorie e 10 sconfitte con 24 reti subite contro le 3 in casa. Al termine della stagione il Varese si classificò al settimo posto, a pari merito con il Torino con 32 punti in classifica. Capocannoniere di stagione Pietro Anastasi con 11 reti. Primo campionato di Serie A a 16 squadre dal dopoguerra, lo scudetto è stato vinto dal Milan con 46 punti davanti al Napoli secondo con 37 punti. Sono retrocesse in Serie B il Brescia e la Spal con 22 punti ed il Mantova con 17 punti. In Coppa Italia il Varese elimina la Juventus al primo turno, pareggiando (0-0) dopo i tempi supplementari a Torino e passando il turno grazie al sorteggio, nel secondo turno pareggio a San Siro contro il Milan (1-1) dopo i supplementari, ma passa il Milan ai calci di rigore (6-4).

## Organigramma societario
Area direttiva
- Presidente: Giovanni Borghi
- Vicepresidente: Guido Borghi
- Segretario: Alfredo Casati

Area tecnica
- Allenatore: Bruno Arcari

Area sanitaria
- Medico sociale: Dott. Mario Ceriani
- Massaggiatore: Andrea Piu

## Rosa
| N. |                   | Ruolo | Calciatore                |
| -- | ----------------- | ----- | ------------------------- |
|    | Italia (bandiera) | P     | Pietro Carmignani         |
|    | Italia (bandiera) | P     | Mario Da Pozzo            |
|    | Italia (bandiera) | P     | Corrado Leardi            |
|    | Italia (bandiera) | D     | Ambrogio Borghi           |
|    | Italia (bandiera) | D     | Giorgio Morini            |
|    | Italia (bandiera) | D     | Pietro Maroso             |
|    | Italia (bandiera) | D     | Franco Cresci             |
|    | Italia (bandiera) | D     | Armando Picchi (capitano) |
|    | Italia (bandiera) | D     | Giorgio Dellagiovanna     |
|    | Italia (bandiera) | C     | Riccardo Sogliano         |
|    | Italia (bandiera) | C     | Vincenzo Gasperi          |

| N. |                   | Ruolo | Calciatore         |
| -- | ----------------- | ----- | ------------------ |
|    | Italia (bandiera) | C     | Enrico Burlando    |
|    | Italia (bandiera) | C     | Giuseppe Tamborini |
|    | Italia (bandiera) | C     | Lorenzo Righi      |
|    | Italia (bandiera) | C     | Lamberto Leonardi  |
|    | Italia (bandiera) | A     | Mario Mereghetti   |
|    | Italia (bandiera) | A     | Antonio Renna      |
|    | Italia (bandiera) | A     | Giovanni Vastola   |
|    | Italia (bandiera) | A     | Maurizio Gori      |
|    | Italia (bandiera) | A     | Pietro Anastasi    |
|    | Italia (bandiera) | A     | Sergio Conte       |

## Risultati

### Serie A

#### Girone di andata
| Arbitro: | Toselli (Cormons) |

|                                |           |              |
| Amarildo 34’, 49’ Maraschi 51’ | Marcatori | 51’ Anastasi |

| Arbitro: | De Robbio (Torre Annunziata) |

|                |           |  |
| Mereghetti 15’ | Marcatori |  |

| Arbitro: | Di Tonno (Lecce) |

|                                   |           |  |
| Sacco 53’ Zigoni 64’ Leoncini 71’ | Marcatori |  |

| Arbitro: | Gonella (Torino) |

|                          |           |  |
| Anastasi 66’ Vastola 79’ | Marcatori |  |

| Arbitro: | Bigi (Padova) |

|                                         |           |  |
| Savoldi 52’, 80’, 88’ Picchi 55’ (aut.) | Marcatori |  |

| Arbitro: | Monti (Ancona) |

|                |           |  |
| Mereghetti 62’ | Marcatori |  |

| Arbitro: | Picasso (Chiavari) |

|            |           |                                       |
| Parola 54’ | Marcatori | 19’ Vastola 37’ Anastasi 86’ Leonardi |

| Torino 12 novembre 1967 8ª giornata | Torino            | 0 – 0 | Varese | Stadio Comunale\| Arbitro: \| Angonese (Mestre) \| |
| Arbitro:                            | Angonese (Mestre) |       |        |                                                    |

| Arbitro: | Francescon (Padova) |

|                  |           |  |
| Vastola 69’, 85’ | Marcatori |  |

| Varese 3 dicembre 1967 10ª giornata | Varese           | 0 – 0 | Brescia | Stadio Franco Ossola\| Arbitro: \| Torelli (Milano) \| |
| Arbitro:                            | Torelli (Milano) |       |         |                                                        |

| Arbitro: | De Marchi (Pordenone) |

|                   |           |  |
| Picchi 15’ (aut.) | Marcatori |  |

| Arbitro: | D'Agostini (Roma) |

|              |           |  |
| Leonardi 52’ | Marcatori |  |

| Arbitro: | Bernardis (Trieste) |

|                         |           |          |
| Vastola 6’ Anastasi 13’ | Marcatori | 63’ Riva |

| Mantova 7 gennaio 1968 14ª giornata | Mantova           | 0 – 0 | Varese | Stadio Danilo Martelli\| Arbitro: \| Angonese (Mestre) \| |
| Arbitro:                            | Angonese (Mestre) |       |        |                                                           |

| Arbitro: | Francescon (Padova) |

|                           |           |             |
| Sogliano 27’ Anastasi 53’ | Marcatori | 79’ Sormani |

#### Girone di ritorno
| Varese 21 gennaio 1968 16ª giornata | Varese              | 0 – 0 | Fiorentina | Stadio Franco Ossola\| Arbitro: \| Lo Bello (Siracusa) \| |
| Arbitro:                            | Lo Bello (Siracusa) |       |            |                                                           |

| Arbitro: | De Robbio (Torre Annunziata) |

|              |           |                |
| Burlando 53’ | Marcatori | 28’ Frastalupi |

| Arbitro: | Sbardella (Roma) |

|                                                 |           |  |
| Anastasi 20’, 64’, 87’ Leonardi 29’ Vastola 55’ | Marcatori |  |

| Arbitro: | Gonella (Torino) |

|                 |           |  |
| Luís Vinício 8’ | Marcatori |  |

| Arbitro: | Acernese (Roma) |

|                          |           |  |
| Anastasi 40’ Vastola 71’ | Marcatori |  |

| Arbitro: | Pieroni (Roma) |

|             |           |  |
| Mazzola 40’ | Marcatori |  |

| Arbitro: | De Robbio (Torre Annunziata) |

|                           |           |  |
| Anastasi 45’ Sogliano 61’ | Marcatori |  |

| Varese 10 marzo 1968 23ª giornata | Varese              | 0 – 0 | Torino | Stadio Franco Ossola\| Arbitro: \| Lo Bello (Siracusa) \| |
| Arbitro:                          | Lo Bello (Siracusa) |       |        |                                                           |

| Arbitro: | De Marchi (Pordenone) |

|          |           |  |
| Enzo 64’ | Marcatori |  |

| Arbitro: | Sbardella (Roma) |

|                     |           |  |
| Tomasini 44’ (aut.) | Marcatori |  |

| Varese 31 marzo 1968 26ª giornata | Varese          | 0 – 0 | Bologna | Stadio Franco Ossola\| Arbitro: \| Giunti (Arezzo) \| |
| Arbitro:                          | Giunti (Arezzo) |       |         |                                                       |

| Arbitro: | Michelotti (Parma) |

|                                                         |           |  |
| Orlando 5’, 10’ Gasperi 13’ (aut.) Barison 58’ Cané 80’ | Marcatori |  |

| Arbitro: | Bigi (Padova) |

|               |           |              |
| Nené 31’, 41’ | Marcatori | 70’ Burlando |

| Arbitro: | Caligaris (Alessandria) |

|                          |           |              |
| Dellagiovanna 59’ (aut.) | Marcatori | 58’ Anastasi |

| Arbitro: | Lattanzi (Roma) |

|             |           |  |
| Sormani 29’ | Marcatori |  |

### Coppa Italia
| Torino 10 settembre 1967 Primo turno | Juventus           | 0 – 0 (d.t.s.) Varese vince per sorteggio | Varese | Stadio Comunale\| Arbitro: \| Picasso (Chiavari) \| |
| Arbitro:                             | Picasso (Chiavari) |                                           |        |                                                     |

| Arbitro: | Motta (Monza) |

|            |                      |               |
| Rivera 37’ | Marcatori            | 89’ Tamborini |
|            | Tiri di rigore 6 – 4 |               |

## Statistiche

### Statistiche di squadra
| Competizione | Punti | In casa | In casa | In casa | In casa | In casa | In casa | In trasferta | In trasferta | In trasferta | In trasferta | In trasferta | In trasferta | Totale | Totale | Totale | Totale | Totale | Totale | DR |
| Competizione | Punti | G       | V       | N       | P       | Gf      | Gs      | G            | V            | N            | P            | Gf           | Gs           | G      | V      | N      | P      | Gf     | Gs     | DR |
| ------------ | ----- | ------- | ------- | ------- | ------- | ------- | ------- | ------------ | ------------ | ------------ | ------------ | ------------ | ------------ | ------ | ------ | ------ | ------ | ------ | ------ | -- |
| Serie A      | 32    | 15      | 10      | 5       | 0       | 21      | 3       | 15           | 2            | 3            | 10           | 7            | 24           | 30     | 12     | 8      | 10     | 28     | 27     | +1 |
| Coppa Italia | -     | 0       | 0       | 0       | 0       | 0       | 0       | 2            | 0            | 2            | 0            | 1            | 1            | 2      | 0      | 2      | 0      | 1      | 1      | 0  |
| Totale       | -     | 15      | 10      | 5       | 0       | 21      | 3       | 17           | 2            | 5            | 10           | 8            | 25           | 32     | 12     | 10     | 10     | 29     | 28     | +1 |

### Statistiche dei giocatori
| Giocatore        | Serie A  | Serie A | Coppa Italia | Coppa Italia | Totale   | Totale |
| Giocatore        | Presenze | Reti    | Presenze     | Reti         | Presenze | Reti   |
| ---------------- | -------- | ------- | ------------ | ------------ | -------- | ------ |
| P. Anastasi      | 29       | 11      | ?            | ?            | 29+      | 11+    |
| A. Borghi        | 21       | 0       | ?            | ?            | 21+      | 0+     |
| E. Burlando      | 17       | 2       | ?            | ?            | 17+      | 2+     |
| P. Carmignani    | 4        | ?       | ?            | ?            | 4+       | ?      |
| S. Conte         | 0        | 0       | ?            | ?            | 0+       | 0+     |
| F. Cresci        | 30       | 0       | ?            | ?            | 30+      | 0+     |
| M. Da Pozzo      | 26       | ?       | ?            | ?            | 26+      | ?      |
| G. Dellagiovanna | 27       | 0       | ?            | ?            | 27+      | 0+     |
| V. Gasperi       | 7        | 0       | ?            | ?            | 7+       | 0+     |
| M. Gori          | 1        | 0       | ?            | ?            | 1+       | 0+     |
| C. Leardi        | 0        | 0       | ?            | ?            | 0+       | 0+     |
| L. Leonardi      | 27       | 3       | ?            | ?            | 27+      | 3+     |
| P. Maroso        | 12       | 0       | ?            | ?            | 12+      | 0+     |
| M. Mereghetti    | 14       | 2       | ?            | ?            | 14+      | 2+     |
| G. Morini        | 0        | 0       | ?            | ?            | 0+       | 0+     |
| A. Picchi        | 20       | 0       | ?            | ?            | 20+      | 0+     |
| A. Renna         | 7        | 0       | ?            | ?            | 7+       | 0+     |
| L. Righi         | 0        | 0       | ?            | ?            | 0+       | 0+     |
| R. Sogliano      | 26       | 2       | ?            | ?            | 26+      | 2+     |
| G. Tamborini     | 28       | 0       | ?            | ?            | 28+      | 0+     |
| G. Vastola       | 27       | 7       | ?            | ?            | 27+      | 7+     |